# Johann Konrad Spörl

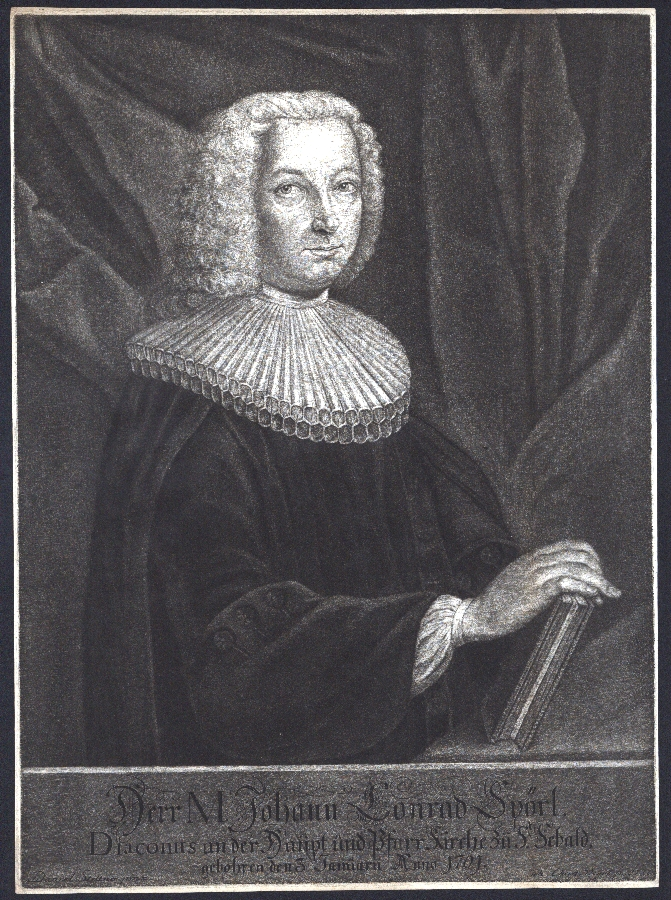
Johann Konrad Spörl

Johann Konrad Spörl (* 3. Januar 1701 in Nürnberg; † 20. Mai 1773 ebenda) war ein deutscher evangelischer Theologe.

## Leben
Der Sohn des Lehrers Johann Ludwig Spörl und dessen Frau Maria Sabina, Tochter des Pfarrers in Grävenberg Christoph Löner, stammte aus einem angesehenen fränkischen Pfarrergeschlecht. Er besuchte von 1706 bis 1716 das Aegidianum und erhielt durch Privatlehrer seine erste Ausbildung. Mit Kenntnissen in der Logik, Rhetorik und besonders im Hebräischen ausgestattet bezog er 1718 die Universität Altdorf. Dort wurden Christian Gottlieb Schwarz (1675–1751), Johann David Köhler, Johann Heinrich Müller, Jakob Wilhelm Feuerlein  und Gustav Georg Zeltner seine Hauptlehrer auf den Gebieten des theologischen und philosophischen Wissens. 1719 hielt er seine ungedruckt gebliebene Rede im memoriam saecularem Curiae Norimb. Splendidius renovatae et amplificatae und 1720 erlangte er unter Köhlers Vorsitz mit der verteidigten Abhandlung de Gerberto, postea Silvestro II P. M. eximio medii aevi philosopho die philosophische Magisterwürde.
Noch in dem genannten Jahre ging er an die Universität Jena, wo Michael Förtsch, Johann Franz Buddeus, Johann Andreas Danz, Jesajas Friedrich Weissenborn (1673–1750), Johann Reinhard Rus und Johann Jakob Syrbius, in dessen Hause er wohnte, seine Ausbildung fortsetzten. 1722 fand er an der Universität Halle bei Joachim Justus Breithaupt, Paul Anton, August Hermann Francke, Johann Heinrich Michaelis und Joachim Lange eine weitere theologische Ausbildung. Das Streben nach einer vielseitigen Bildung führte ihn auch in einige juristische Vorlesungen von Christian Thomasius, Nikolaus Hieronymus Gundling und Justus Henning Böhmer.
Als Spörl nach einigen kleinen Reisen, die er wegen seiner gesundheitlichen Leiden hatte unternehmen müssen, 1722 wieder nach Jena zurückkehrte, verteidigte er dort als Präsens seine Dissertation: de imagine Die in homine welche die von Thümmig herausgegebene Demonstratio immortalitatis animae ex intima ejus natura deducta widerlegen sollte. 1723 nach Nürnberg zurückgekehrt, verweilte er noch einige Zeit in Altdorf, wo er besonders Zeltners und Johann Jacob Pfitzers Vorlesungen besuchte. 1726 wurde er Frühprediger an der St.-Martha-Kirche in Nürnberg und 1730 Diakon an der St.-Aegidien-Kirche.
1736 war er Diakon an der St.-Sebalds-Kirche und 1749 Antistes und Prediger zu St. Aegidien. Zugleich erhielt er eine Professur der Theologie und philosophischen Moral am Aegidianum. Später war er noch Inspektor und Mitexekutor der Röslerschen Armenschule in Nürnberg. 1759 erhielt er mit einer Predigerstelle an der St.-Lorenz-Kirche zugleich die damit verbundene Inspektion über die Kandidaten des Predigtamts. Er starb an einem Herzinfarkt, nachdem er drei Jahre zuvor erster Prediger an der St.-Sebalds-Kirche geworden war.
Als Gelehrter seiner Zeit hat sich Spörl vor allem durch seine asketischen Schriften einen Namen gemacht.

## Familie
Aus seiner am 14. November 1730 geschlossenen Ehe mit Luica, der Tochter des Diakons der St.-Lorenz-Kirche in Nürnberg Johann Ulrich Stör und dessen Frau Johanna Maria (geb. Hornässer), gingen drei Söhne und eine Tochter hervor. Von diesen kennt man:
- Johann Ludwig Spörl (* 8. August 1731 in Nürnberg; † 3. Juni 1793 in Nürnberg) wurde ebenfalls Theologe
- Johann Jacob Spörl (* 16. August 1732 in Nürnberg; † 3. Juni 1769) wurde Regimentsquartiermeister im Fränkischen Kreis
- Volkmar Daniel Spörl (* 26. Dezember 1733 in Nürnberg; † 21. Januar 1807) wurde auch Theologe
- Maria Hedwig Spörl (* 5. April 1735 in Nürnberg) verh. 3. Juni 1769 mit dem Lehrer und späteren Pfarrer in Mögeldorf M. Wolfgang Friedrich Lochner

## Werke
- Diss. de imagine Dei in homine. Jena 1722
- Introductio in notitiam insignium typographicorum, collectione horum insignium Rothscholzianae praemissa, et dissertatione epislolica ad F. Rothscholzium proposita. Nürnberg und Altdorf 1730
- Cantate in der Kirche des Städtleins Velden nach geendigtem Hauptbau und durchgängig vollführter Auszierung bei der am 29. Juni 1730 zum Beschluß begangenen Solennien wegen der vor 200 Jahren Augsburgischen Confession celebrierten Einweihungsfewstivität. Nürnberg 1730
- Das Evangelium Mosis, oder die Zeugnisse von Christi Leiden und Tode, welche in den Büchern Mosis enthalten sind; in funfzehn Passionspredigten erläutert. Nürnberg 1732
- Betrachtungen über die Worte: Ich bin der Gott Abrahams, Isaaks u.s.w. bei einer Judentaufe vorgelegt. Nürnberg 1733
- Leichseremon und Lebenslauf der seligen Frau Drechslerin, geb. Niedererin. Nürnberg 1739
- Die eigentlich wahre Ursache von dem Kreuztode Jesu Christi, aus der heiligen Schrift selbst angezeigt. Nürnberg 1744
- Progr. inaug. de Norimberga pacifica, praemissum Orationi de Theologia pacifica, ipso anno restitutae Pacis Westphalicae Jubilaeo, habita. Nürnberg 1748